# Świątniki (Wrocław)

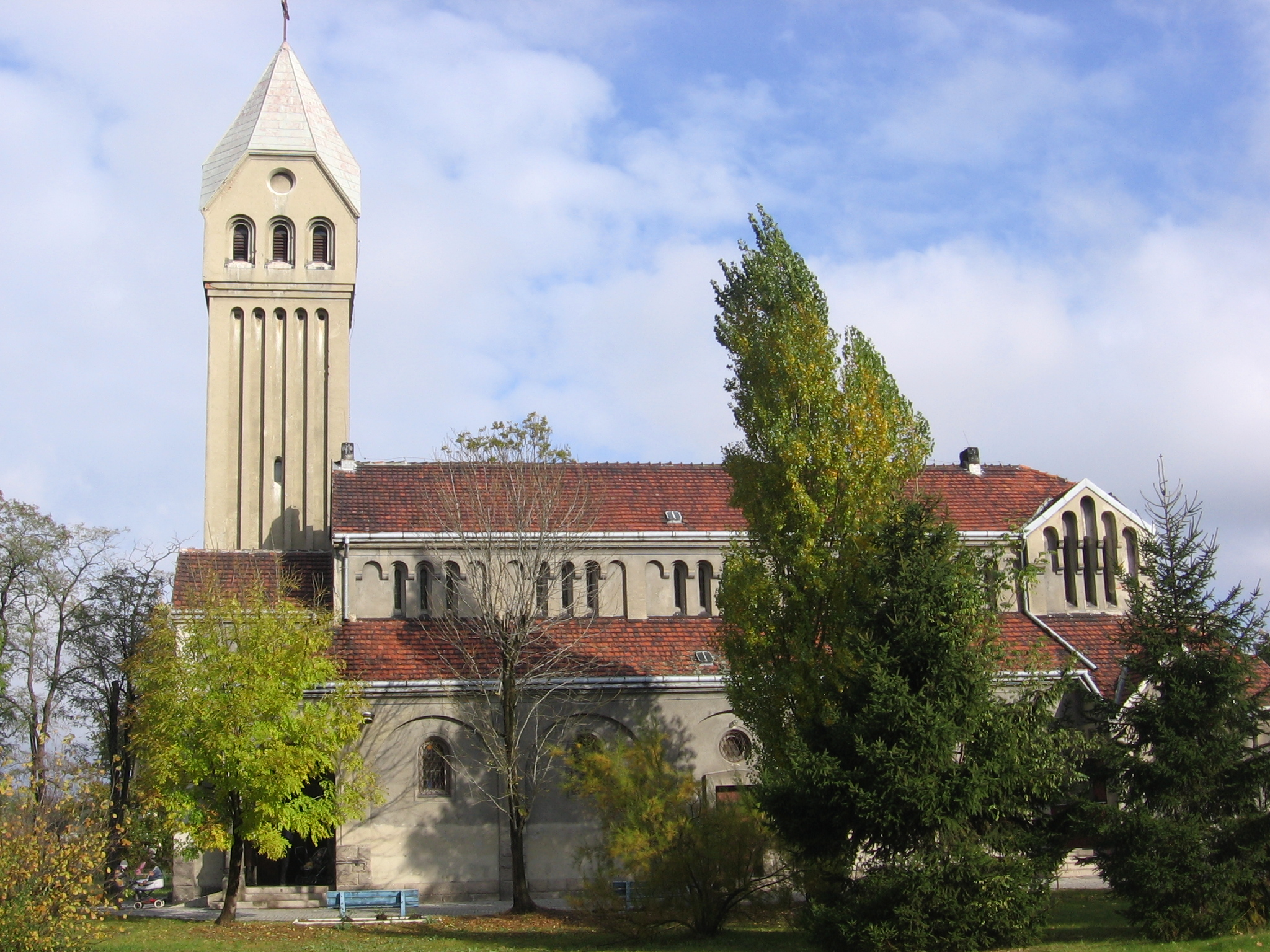
Kościół Najświętszej MP Wspomożycielki Wiernych przy ul. Świątnickiej

Świątniki (niem. Schwentnig) – część Wrocławia we wschodniej części miasta, na lewym brzegu Oławy. Wchodzi w skład osiedla Księże i dawnej dzielnicy Krzyki. Niegdyś wieś służebna, obecnie stanowi teren wrocławskiego przedsiębiorstwa wodociągowgo.

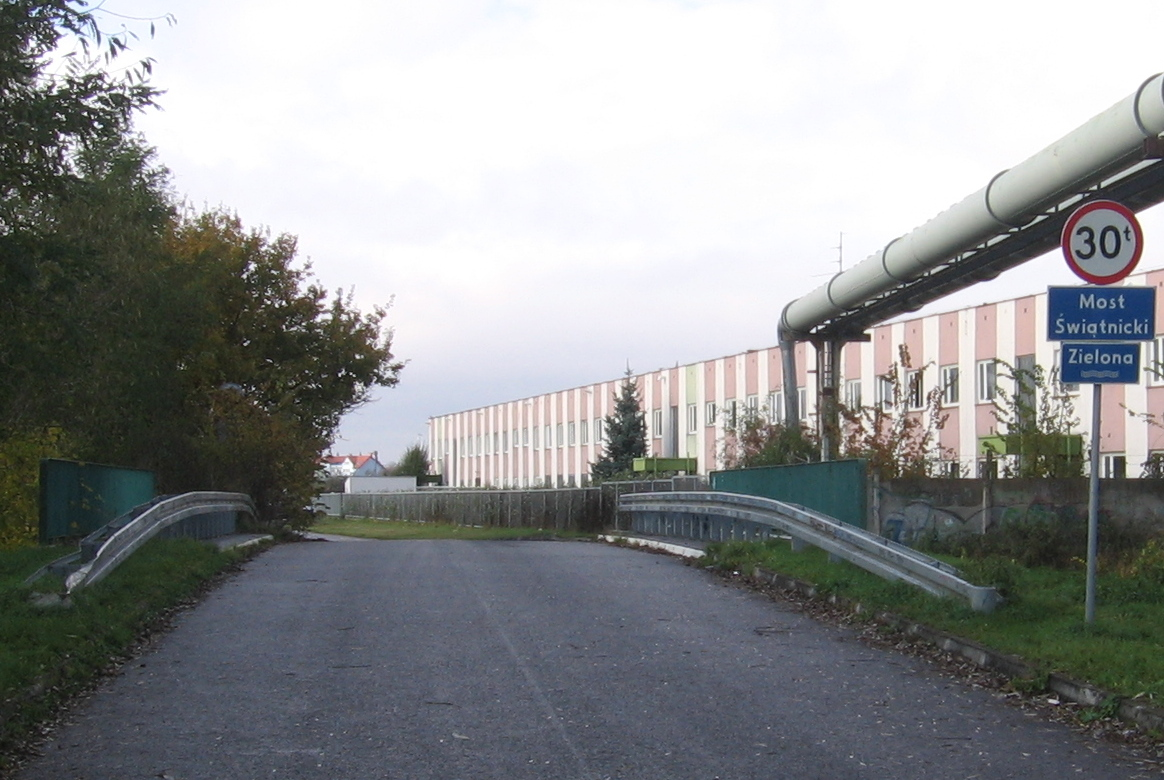
Most Świątnicki

Od sąsiadujących ze Świątnikami od zachodu i południa osiedli Księże Małe i Księże Wielkie oddziela Świątniki lewy dopływ Oławy – potok Zielona. Na północy, za Oławą, znajdują się Bierdzany i Nowy Dom, na wschodzie znajdują się z grunty podwrocławskich wsi Trestno i Radwanice.

## Nazwa
Miejscowość po raz pierwszy zanotowana w łacińskim dokumencie z 1148 roku jako Suecina. Notowana także w 1203 Suentech, 1234 Zuencino, 1280 Swentnick, 1309 villa Sanctuariorum, 1360 Swentnig, 1579 Schwantnigk, 1669 Swendnik.
Według niemieckiego językoznawcy Paula Hefftnera nazwa wywodzi się z języka polskiego. W książce o nazwach miejscowych regionu wrocławskiego z 1910 roku pisze, że nazwa miejscowości Świątniki pochodzi Vom polnische świątnik der Domwachter, Kirchendiener, Kuster zu święty heilig, świętny geweiht, świątnica das Heiligtum (...).

## Historia

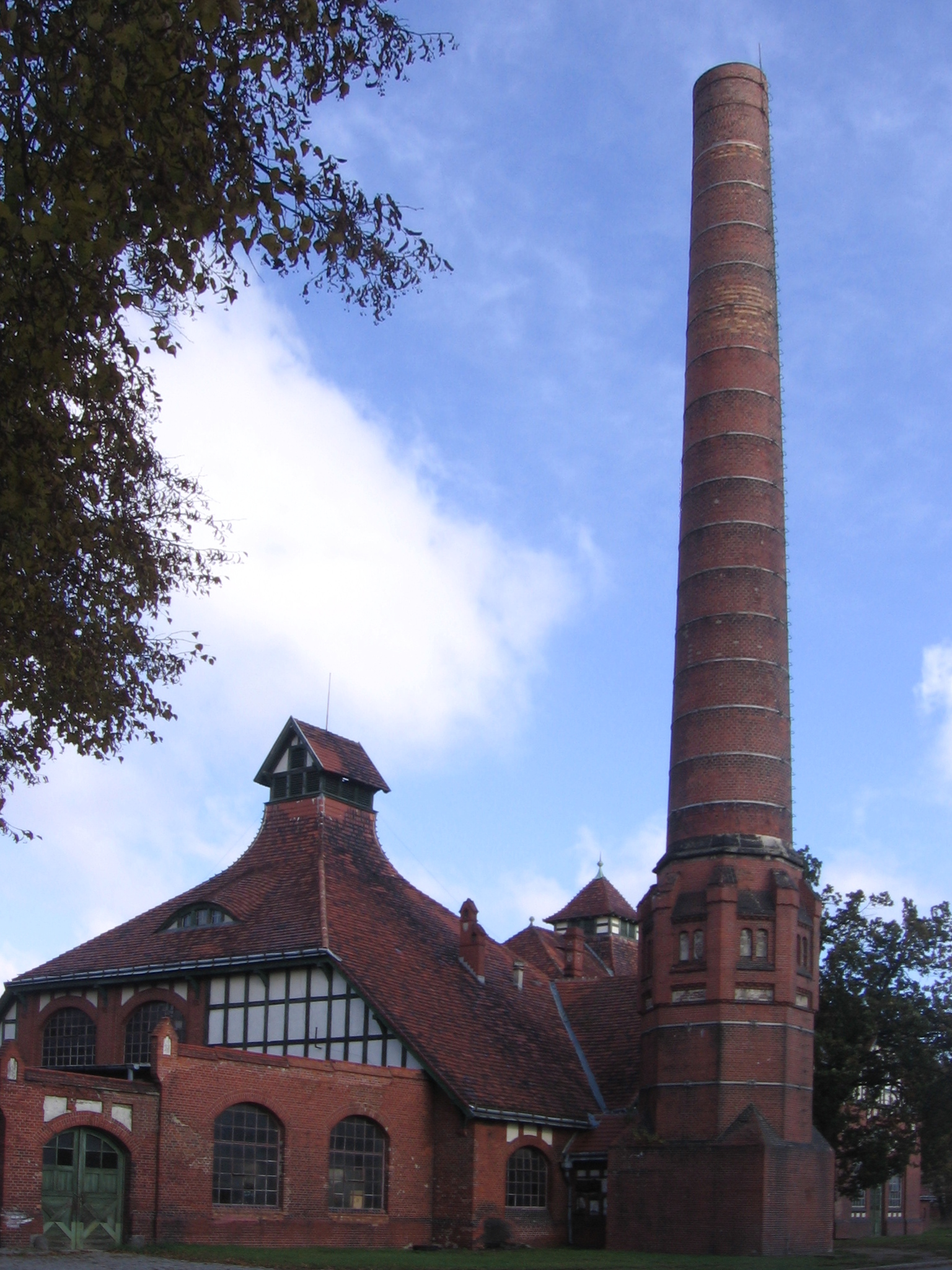
Stara przepompownia

Wieś wzmiankowana w 1201, własność opactwa św. Wincentego na Ołbinie (w 1425 16 łanów; w 1795 folwark i 16 mieszkańców) aż do kasaty w 1810; w I połowie XIX wieku mieszkała tu tylko jedna sześcioosobowa rodzina.
Na początku XX wieku zlokalizowano tu ujęcie wody (tereny wodonośne Wrocławia o powierzchni 1026 hektarów) i Städtliche Wasserwerke – miejską przepompownię wody na potrzeby wodociągów wrocławskich – Przepompownia Świątniki. Urządzenia przepompowni wyłączono z eksploatacji dopiero po ponad 90 latach (w roku 1996; jednocześnie w pobliżu wybudowano i uruchomiono nowy zakład produkcji wody), a całość objęto ochroną prawną, utrzymując oryginalny wystrój wnętrz maszynowni wyposażenie pochodzące z lat 1903–1905.